# Eskilstuna Guif

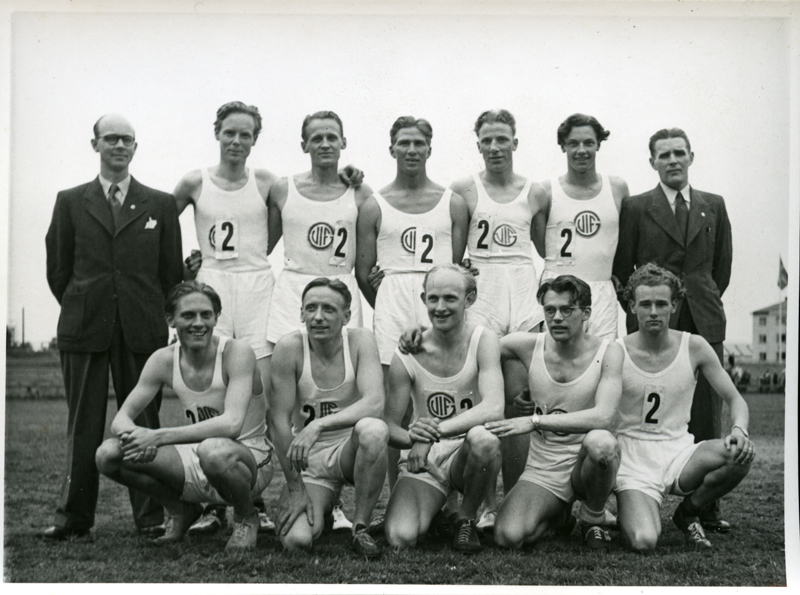
Guifs stafettlag någon gång under 1930-talet.

Eskilstuna Guif Idrottsförening (Eskilstuna Guif, Eskilstuna Guif IF), tidigare IF Guif, är en svensk handbollsförening från Eskilstuna. Föreningen bildades ursprungligen som Godtemplarnas Ungdoms- och Idrottsförening, den 26 maj 1896. Föreningen har tidigare även haft verksamhet inom ett flertal andra idrotter, bland annat friidrott, terränglöpning, orientering, skidåkning, gymnastik, fotboll, bandy och ishockey. Föreningen arrangerade också danser, revyer, teater och fester i olika former. Handboll introducerades i föreningen 1932. Från 1950-talet blev handbollen helt dominerande och är idag den enda idrotten föreningen bedriver. Hemmaarena är Volvo CE Arena (invigd 2017), med 3700 sittplatser.
På herrsidan är Eskilstuna Guif ett av landets framgångsrikaste handbollslag, med fyra SM-finaler (1997, 2001, 2009 och 2011), dock utan någon seger, och en fjärdeplats i högsta ligans maratontabell. Damlaget har spelat en säsong i högsta divisionen, 1987/1988. Säsongen 2005/2006 ingick damlaget i ett samarbete med HK Eskil, under namnet Eskilstuna DE, som spelade en säsong i högsta ligan.

## Historia

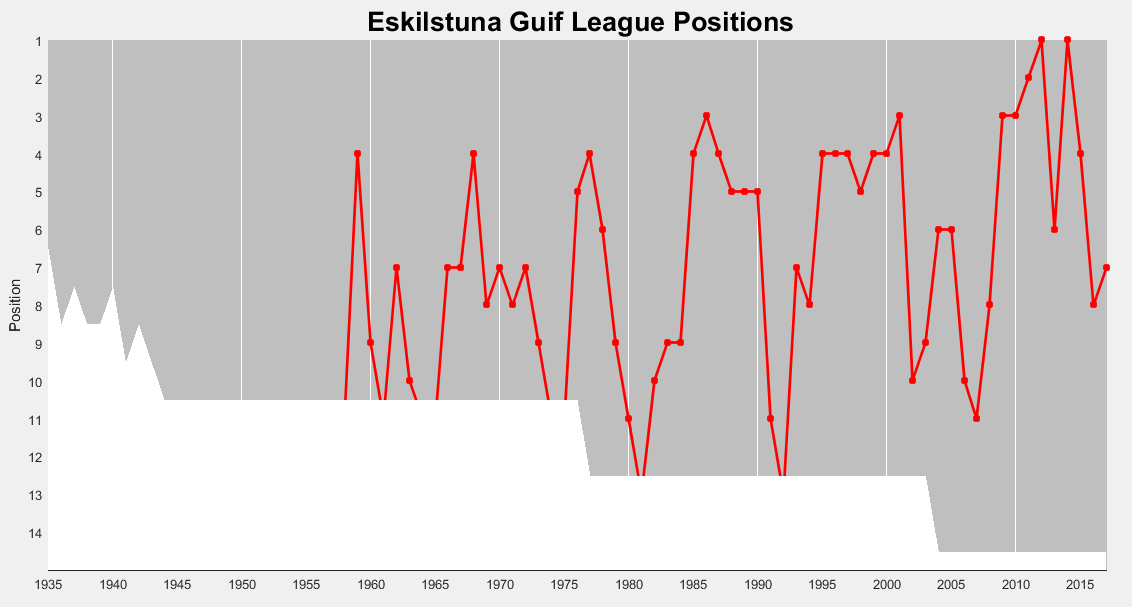
Guifs herrlags placeringar i högsta serien genom åren.

Den 26 maj 1896 bildades föreningen med namnet Godtemplarnas Ungdoms- och Idrottsförening (GUIF). Den hade täta band med den svenska nykterhetsrörelsen och tillhörde förbundet Sveriges Godtemplares Ungdomsförbund (SGU). För att bli medlem i GUIF krävdes i början att man samtidigt hade medlemskap i en nykterhetsloge.
1958 tog sig klubben för första gången till allsvenskan.
1997 spelade Guif sin första SM-final men förlorade finalserien mot Redbergslids IK.
2001 spelade Guif i SM-final men förlorade finalserien även denna gång mot Redbergslids IK.
2009 spelade Guif i SM-final men förlorade finalen mot Alingsås HK i Globen.
Inför säsongen 2010/2011 bytte klubben officiellt namn från IF Guif till Eskilstuna Guif för att "förtydliga kopplingen" till hemstaden. Denna säsong gick Guif till SM-final men förlorade den stort, 35–18, mot IK Sävehof i Scandinavium.
Säsongen 2011/2012 vann Guif Elitserien men blev utslaget i SM-semifinalen av IFK Kristianstad efter en jämn matchserie.
Säsongen 2013/2014 vann laget grundserien i Elitserien för andra gången. Eskilstunalaget kom till semifinal efter seger med 3-0 mot Redbergslids IK. I semi tog det dock stopp efter förlust mot Alingsås HK, som vann även finalen.

### Arena-kaoset
Eskilstuna Guifs tidigare arena Eskilstuna Sporthall fick mycket kritik för bristande säkerhet och underhåll. Bland annat upptäckte man mögel och när brandlarmet gick den 15 mars 2010 visade det sig att en utrymning inte kunde ske på ett säkert sätt. Detta var faktorer till att man skulle bygga en ny arena i Eskilstuna. Den beräknades stå klar 2013, men efter förseningar på grund av detaljplan och bygglov ska den nya arenan, med namnet Volvo CE Arena, inte bli klar för Guif förrän april 2017. Det innebär att Eskilstuna Guif blev tvungna till en tillfällig hall under säsongen 2016/2017, på grund av att Mälardalens högskola började bygga om Eskilstuna Sporthall redan den 1 juni 2016. Den tillfälliga hallen Guif fick tillgång till var en industrilokal som låg i Skjulsta. Därmed fick den namnet Skjulstahallen.

## Spelartrupp
| Nr | Land    | Pos | Namn                     |
| -- | ------- | --- | ------------------------ |
| 1  | Sverige | MV  | Marko Roganović          |
| 12 | Sverige | MV  | Sebastian Westerlund     |
| 16 | Island  | MV  | Daniel Freyr Andrésson   |
| 2  | Sverige | M6  | Jesper Hedar             |
| 4  | Sverige | H6  | Carl Gabrielsson         |
| 5  | Sverige | M9  | Linus Gustavsson         |
| 6  | Sverige | M9  | Marcus Ekman             |
| 7  | Sverige | H6  | Pavle Karacic            |
| 8  | Sverige | M9  | Robin Andersson Dickfors |
| 10 | Sverige | V6  | Fredrik Gustavsson       |

| Nr | Land    | Pos | Namn               |
| -- | ------- | --- | ------------------ |
| 13 | Sverige | H9  | Elias Hall         |
| 17 | Sverige | V6  | Kasper Larsson     |
| 18 | Sverige | M6  | Melker Norrman     |
| 20 | Sverige | V6  | Filip Johansson    |
| 22 | Sverige | H9  | Erik Persson       |
| 25 | Sverige | H6  | Noel Gustafson     |
| 27 | Sverige | M6  | Johan Palm         |
| 30 | Sverige | M9  | Olle Österhall     |
| 62 | Sverige | V9  | Anton Lindblom     |
| 88 | Island  | V9  | Aron Dagur Pálsson |

## Spelare i urval
- Bo "Bobban" Andersson (1967–1972, 1973–?)
- Kristján Andrésson (1999–2004; tränare 2007–2016)
- Tobias Aren (2008–2012)
- Jan Ekman (?–1997, 1998–2004, 2007–2008, 2010; tränare 2016–2019)
- Erik Hajas (1988–1990, 1992–2000)
- Claes Hellgren (1974–1978, moderklubb)
- Jimmy Jansson (1998–2011, 2012; moderklubb)
- Eric Johansson (2017–2021, moderklubb)
- Niklas Johansson (1999–2002, 2003–2007)
- Jimmy Jonsson (1982–2001, 2002)
- Lennart "Nappe" Kärrström (1959–1962)
- Herdeiro Lucau (2005–2009, 2014–2020)
- Daniel Pettersson (2011–2016, moderklubb)
- Carl-Erik Stockenberg (1957–1967)
- Tomas Svensson (1983–1990, moderklubb)
- Mathias Tholin (2006–2019, moderklubb)
- Mattias Zachrisson (2006–2013)

## Supporterklubben Röda havet
Röda havet är en supporterklubb till Guif, bildad formellt år 2010. Namnet kommer från slutspelet säsongen 2008/2009 då publiken uppmanades att klä sig i röda kläder. Det slog väl ut och Eskilstuna Sporthall fylldes av rödklädda. Media började då kalla Guifs publik för Röda havet och det blev ett passande namn för en supporterklubb.